# Il'ja Šikšin
Il'ja Valer'evič Šikšin (in russo Илья Валерьевич Шикшин?; Kazan', 7 maggio 1990) è un goista russo 4 dan professionista. 
È stato il quarto giocatore a ottenere il riconoscimento di professionista dalla European Go Federation, nel 2015, e il primo a raggiungere il grado di 3p e di 4p europeo. Ha vinto 27 titoli europei importanti tra cui il Campionato europeo (7 volte), il Campionato europeo professionisti (2 volte), il Campionato europeo a squadre e il Campionato europeo di Pair Go.
Il suo nome è più comunemente traslitterato come Ilya Shikshin.

## Biografia

### Carriera da dilettante

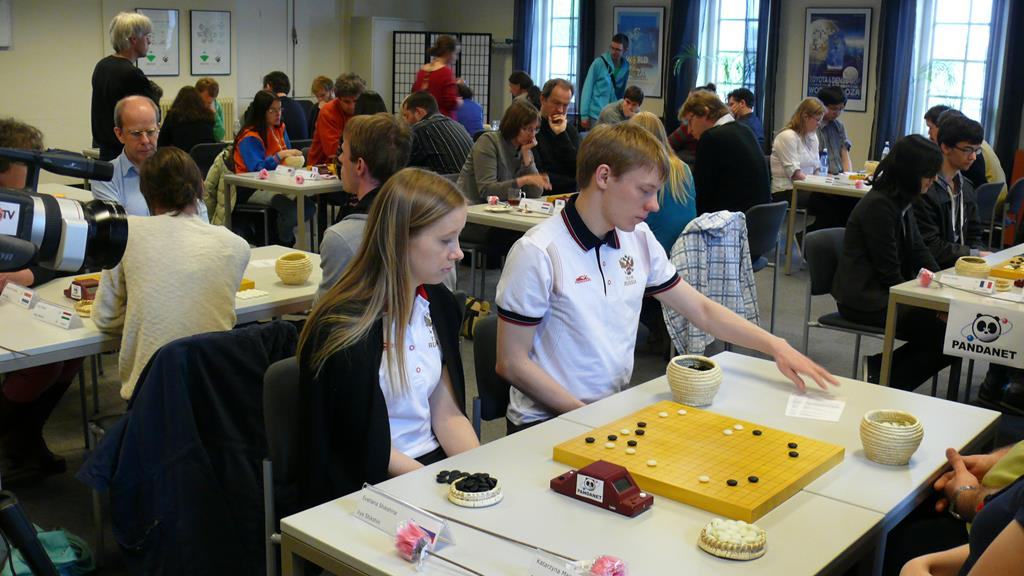
Ilya Shikshin gareggia in un torneo di coppia con sua sorella Svetlana nel 2013

Šikšin ha iniziato a giocare a go all'età di 5 anni insieme a sua sorella Svetlana Šikšina, seguito da suo padre, l'insegnante di go Valery Shikshin. Nel 2000, Shikshin ha vinto il Campionato europeo Under 12 a Sinaia, in Romania, mentre aveva il grado di 2 kyu. Ha raggiunto il grado di 5 dan dilettante due anni dopo, dopo essersi classificato quarto allo European Youth Go Championship a Praga, Repubblica Ceca.
Šikšin è stato promosso a 6 dan nel 2005, e due anni dopo è stato promosso a 7 dan (il grado più alto tra i dilettanti) dopo aver vinto il campionato russo, quello europeo individuale e l'europeo a squadre nello stesso anno. In seguito ha fatto diversi viaggi in Corea del Sud, dove ha studiato come insei con Chun Poong Jho 9 dan professionista, non riuscendo però a diventare un professionista della Hanguk Kiwon. Šikšin ha continuato a vincere diversi titoli europei importanti tra cui il Campionato russo, il campionato europeo a squadre, il campionato europeo pro e il campionato europeo Pair Go in cui ha gareggiato con sua sorella Svetlana.
Nel 2013 Shikshin ha partecipato nella compagine europea alla quarta edizione degli World Mind Games nel corso della quale ha riportato una vittoria di rilievo sul professionista taiwanese Wang Yuanjun 6p.

### Carriera da professionista
Nel 2015, Šikšin è diventato il quarto giocatore a essere riconosciuto professionista della European Go Federation, dopo essersi classificato al secondo posto nel torneo di qualificazione professionisti 2015 di Pisa dopo il polacco Mateusz Surma. È stato promosso a 2 dan, 3 dan e 4 dan professionista rispettivamente nel 2018, nel 2019 e nel 2021.
Nel 2015 ha vinto il Campionato europeo di Pair Go, è arrivato terzo al Campionato europeo individuale e primo allo European Grand Slam. È stato selezionato come uno dei due rappresentanti europei alla seconda edizione della MLily Cup, ma è stato sconfitto al primo turno dal professionista coreano Park Jung-hwan.
Nel 2016 ha vinto il Campionato europeo di Pair Go e il Campionato europeo individuale, è arrivato secondo il Campionato europeo a squadre e terzo nel Campionato europeo professionisti. È stato selezionato come rappresentante europeo alla undicesima edizione della Chunlan Cup, nel corso della quale è stato eliminato al primo turno dal professionista coreano Kim Ji-seok 9d.
Nel 2017 ha vinto il Campionato europeo individuale, il Campionato europeo a squadre e Campionato europeo professionisti, ed è arrivato terzo nel Campionato europeo di Pair Go.
Nel 2018 è arrivato secondo al Campionato europeo individuale, primo al Campionato europeo a squadre, secondo al Campionato europeo professionisti, primo allo European Grand Slam e terzo alla European Grand Prix Final. È stato selezionato come uno dei due rappresentanti europei alla Tianfu Cup, nel corso della quale è stato eliminato al primo turno dal professionista coreano Shin Jin-seo 9d, il giocatore più forte al mondo. Shikshin è stato anche selezionato come uno dei due rappresentanti europei alla terza edizione della MLily Cup, nel corso della quale è stato sconfitto al primo turno dal professionista cinese He Yang 1d.
Il 2019 lo ha visto conquistare la European Grand Prix Final e il Campionato europeo individuale, arrivare secondo al Campionato europeo professionisti e al Campionato europeo a squadre. A maggio ha partecipato al World Masters Championship dell'International Mind Sports Association, nel corso del quale ha incontrato Ida Atsushi 8p, Shin Jin-seo 9p e Mi Yuting 9p; la squadra europea si è qualificata quinta su sei partecipanti. A ottobre è stato selezionato come uno dei due rappresentanti europei alla quarta edizione della MLily Cup: Shikshin ha sconfitto al primo turno il professionista cinese Yi Lingtao 8d, per poi arrendersi contro il dilettante coreano Baek Hyeon-woo.
Nel 2020 ha vinto il Campionato europeo individuale e il Campionato europeo professionisti, entrambi disputati online; è arrivato secondo nella seconda stagione della Lega professionistica europea online. Shikshin è stato selezionato come rappresentante europeo alla tredicesima edizione della Chunlan Cup, nel corso della quale è stato eliminato al primo turno dal professionista giapponese Yu Zhengqi 8d.

### Vita privata
Nel 2010, Šikšin ha partecipato senza successo alle elezioni della Duma della città di Kazan', in rappresentanza del Partito Comunista della Federazione Russa. Šikšin risiede a Mosca con sua moglie e sua figlia, combinando la sua carriera professionale con il suo ruolo di vicepresidente della Federazione moscovita di go.

## Palmarès
| Titolo                                 | Vittorie                                    | Secondi posti                          |
| Titoli internazionali professionistici | Titoli internazionali professionistici      | Titoli internazionali professionistici |
| -------------------------------------- | ------------------------------------------- | -------------------------------------- |
| Campionato europeo professionisti      | 2 (2017, 2020)                              | 2 (2018, 2019)                         |
| Lega professionistica europea          |                                             | 1 (2020/2)                             |
| Titoli internazionali                  |                                             |                                        |
| Campionato europeo                     | 8 (2007, 2010, 2011, 2016, 2017, 2019-2021) | 2 (2012, 2018                          |
| Campionato europeo a squadre           | 5 (2007, 2011, 2014, 2017, 2018)            | 3 (2013, 2016, 2019)                   |
| Campionato europeo di Pair Go          | 4 (2013-2016)                               |                                        |
| Titoli nazionali                       |                                             |                                        |
| Campionato russo Go                    | 9 (2005-2007, 2009, 2012, 2014-2017)        | 2 (2010, 2013)                         |
| Totale carriera                        |                                             |                                        |
| Totale                                 | 28                                          | 10                                     |